# Gerard Plessers
Gerard Plessers (Overpelt, 30 maart 1959) is een Belgische oud-voetbalinternational. Hij speelde zeventien wedstrijden voor de Rode Duivels, waarvan twee op een WK. Zijn debuut maakte hij op de Wereldbeker in 1982 in Spanje in de match tegen Hongarije (op 22 juni 1982), de wedstrijd eindigde op 1-1. Op 28 juni 1982 speelde hij opnieuw tegen Polen, de Rode Duivels verloren ditmaal met 0-3. Die wedstrijd tegen Polen werd beroemd omwille van het feit dat niet Jean-Marie Pfaff in het Belgische doel stond, maar wel Theo Custers. Zbigniew Boniek scoorde driemaal in deze wedstrijd, hetgeen het een memorabele wedstrijd maakte.
Als verdediger speelde hij onder meer bij Standard Luik (1975-1984), Hamburger SV (1984-1988), KV Kortrijk, KRC Genk en KVV Overpelt Fabriek. Voor Standard speelde hij 250 wedstrijden (waarbij hij in 224 wedstrijden aan de aftrap verscheen), hij scoorde 24 maal (waarvan één penalty), pakte 26 gele en een rode kaart. Met Standard bereikte hij de finale van de Beker voor Bekerwinnaars (12 mei 1982 verloor Standard van Barça met 2-1), won hij twee Belgische titels (1982-1983), won hij eenmaal de Belgische Beker (1981) en tweemaal de Belgische Supercup (1981-1983). Voor Hamburg speelde hij vijfentachtigmaal, waarin hij zesmaal scoorde, zestienmaal geel en eenmaal rood pakte. Met Hamburg bereikte hij de halve finale van de Champions League, won hij eenmaal de DFB-Pokal (1987) en werd hij eenmaal tweede in de Bundesliga (1987).
Later begon hij een carrière als trainer. Hij trainde onder meer KVV Overpelt Fabriek, KV Turnhout en KFC Dessel Sport.
Zijn broers Jos, Pierre († 1993), Ivo († 1994) en Toon Plessers waren eveneens bekende voetballers.